# Texelstroom (vaargeul)
De Texelstroom is een lange, diepe vaargeul die ten oosten van de kust van Texel ligt, het meeste westelijke bewoonde eiland van de Nederlandse Waddeneilanden. De vaargeul ligt in de Waddenzee. De Texelstroom loopt ongeveer van het Marsdiep in noordoostelijke richting door tot de wateren aan de kust voor Dijkmanshuizen. Vanaf daar slaat de Texelstroom af in oostelijke richting, verder de Waddenzee in.
Omdat de Texelstroom een diepe vaargeul is, erodeert het over de loop der tijd grote delen van de Texelse kust en dijken. In het kader van Natura 2000 is de Waddenzee een beschermd gebied, en daarom liggen er aan de bodem van de kust schermen en stenen die afkalving enigszins moeten voorkomen. Er hebben om deze reden ook zandsuppleties plaatsgevonden.

## Archeologische vondsten

### Scheepswrakken
In het zuidoosten van het eiland lag vroeger in de Texelstroom de Rede van Texel. Dit was een belangrijke haven voor de scheepvaart in het hele Zuiderzeegebied, en was met name belangrijk tijdens de bloeitijd van de Vereenigde Oostindische Compagnie tussen 1500 en 1800. Hier kwamen veel schepen om water en voedsel in te slaan of lagen ze te wachten om met goed weer te kunnen uitvaren. De rede is verschillende keren tijdens deze periode getroffen door rampen, waardoor er aan de bodem van de Texelstroom een scheepskerkhof is gevormd. Naar schatting zijn hier vijfhonderd tot duizend schepen vergaan, waar een fractie als wrak in de Texelstroom is achtergebleven.
Vanaf 1998 tot en met 2005 liep het project Waardestellende onderzoeken in de westelijke Waddenzee, kortweg het Burgzandproject genoemd. Bij dit project werd op een gebied van 1.200 bij 600 meter de bodem onderzocht. Hier werden twaalf plekken met resten van schepen gevonden. Vijf daarvan hadden een groot onderzoekpotentieel: vier schepen uit de zeventiende eeuw en een schip uit de achttiende eeuw lagen hier in goede staat. Hier werden onder andere kanonnen, scheepswaar, handelswaar en andere belangrijke vondsten gedaan, waaronder 300-jaar oude wijn en een intacte klok gemaakt door François Hemony.
In augustus 2022 werd bij toeval een houten beeld opgevist van een strijder met een Frygische muts, dat vermoedelijk afkomstig is van de reling van een groot schip uit de zeventiende eeuw.

### Verdronken dijk
In de Texelstroom ligt op zo'n 600 meter van de Texelse kust vandaan het grootste archeologische bodemobject van Nederland, een verdronken dijk uit de achttiende eeuw. Deze is nu terug te vinden als een lange rug op ongeveer 20 meter diepte. In de buurt van 't Horntje, waar nu het NIOZ ligt, lag een landtong die honderden meters richting zee liep. Vanaf het uiteinde van deze landtong werd een dijk gebouwd, met als doel om het land binnen de landtong en de dijk te kunnen inpolderen. Bij de landtong waren tegen 1751 al kustverdedigingswerken aangebracht. De eerste poging om de dijk te bouwen in 1776, mislukte door een zware storm. De dijk zou uiteindelijk tegen 1786 voltooid zijn en de nieuwe polder werd gedoopt als Hoorn en Burgh. De Texelstroom migreerde echter steeds meer richting de kust, en door het constante afslijten van de oever werd deze steeds steiler. Door constant onderhoud lukte het om de dijk tot en met 1792 staande te houden, tot deze uiteindelijk op 17 en 18 februari dat jaar naar vijf meter diepte zakte en verdronk.
Sinds latere tijd migreert de Texelstroom langzaam terug richting het zuiden, wat waarschijnlijk te maken heeft met de veranderde stromingen die de bouw van de Afsluitdijk, gebouwd in 1933, als gevolg heeft gehad.

## Vernoemingen
Er zijn meerdere schepen naar de Texelstroom genoemd. Drie voorbeelden zijn de Texelstroom (1966), de Texelstroom (2015) en de Hr.Ms. Texelstroom (1947). De twee eerstgenoemde schepen zijn in dienst geweest van de Koninklijke N.V. Texels Eigen Stoomboot Onderneming (TESO), de onderneming die de vaart van de veerboot tussen 't Horntje en Den Helder verzorgt. De eerste Texelstroom voer over het Marsdiep van 1966 tot en met 1992 en de tweede is sinds 2015 in de vaart. Het laatstgenoemde schip betreft een mijnenveger die van 1947 tot en met 1957 dienst gedaan heeft voor de Koninklijke Marine.